# Black President
Black President is een Amerikaanse punkband opgericht in 2005 door gitaristen Greg Hetson (van Circle Jerks en Bad Religion) en Charlie Paulson (van Goldfinger).

## Geschiedenis
De band werd oorspronkelijk opgericht in het najaar van 2005 door Hetson en Paulson, waarna bassist en zanger Jason Christopher (van New Dead Radio), drummer Roy Mayorga (van Nausea) en zanger Christian Martucci (van The Strychnine Babies, Dee Dee Ramone) al snel bij de band kwamen spelen. Mayorga moest de band uiteindelijk verlaten vanwege verplichtingen bij een andere band, Stone Sour. Mayorga werd tijdelijk vervangen door Wade Youman (van Unwritten Law) en later door Ty Smith (van Guttermouth, Bullets and Octane). Mayorga kwam terug om samen met de band het debuutalbum op te nemen, waarna hij permanent werd vervangen door Dave Raun (Lagwagon).
Op 25 februari 2008 kondigde de band aan dat ze een contract hadden getekend bij Cobra Music. Het was rond deze tijd dat Hetson de band verliet. De reden voor zijn vertrek was zijn verplichtingen tegenover de andere bands waar hij op dat moment in speelde, namelijk Circle Jerks en Bad Religion. Zijn rol in de band werd overgenomen door Martucci, waardoor de Black President nog slechts uit vier leden bestond.
Het debuutalbum Black President werd uitgebracht op 16 september 2008. Er werd een videoclip gemaakt voor het nummer "Suspects". In 2009 werd de ep Neon uitgegeven door People Like You Records. Sindsdien heeft de band weinig activiteit vertoond en ook geen albums meer opgenomen.

## Leden
- Christian Martucci - gitaar, slaggitaar (2005-heden)
- Charlie Paulson - gitaar (2005-heden)
- Jason Christopher - basgitaar, achtergrondzang (2005-2007, 2008-heden)
- Dave Raun - drums (2009-heden)

Voormalige leden
- Greg Hetson - slaggitaar (2005-2008)
- Wade Youman - drums (2006)
- Ty Smith - drums (2007)
- Pat "PK" Kim - basgitaar (2007)
- Roy Mayorga - drums (2005-2006, 2008-2009)

## Discografie
- Black President (2008, Cobra Music)
- Neon (2009, People Like You Records)